# Гонка королей

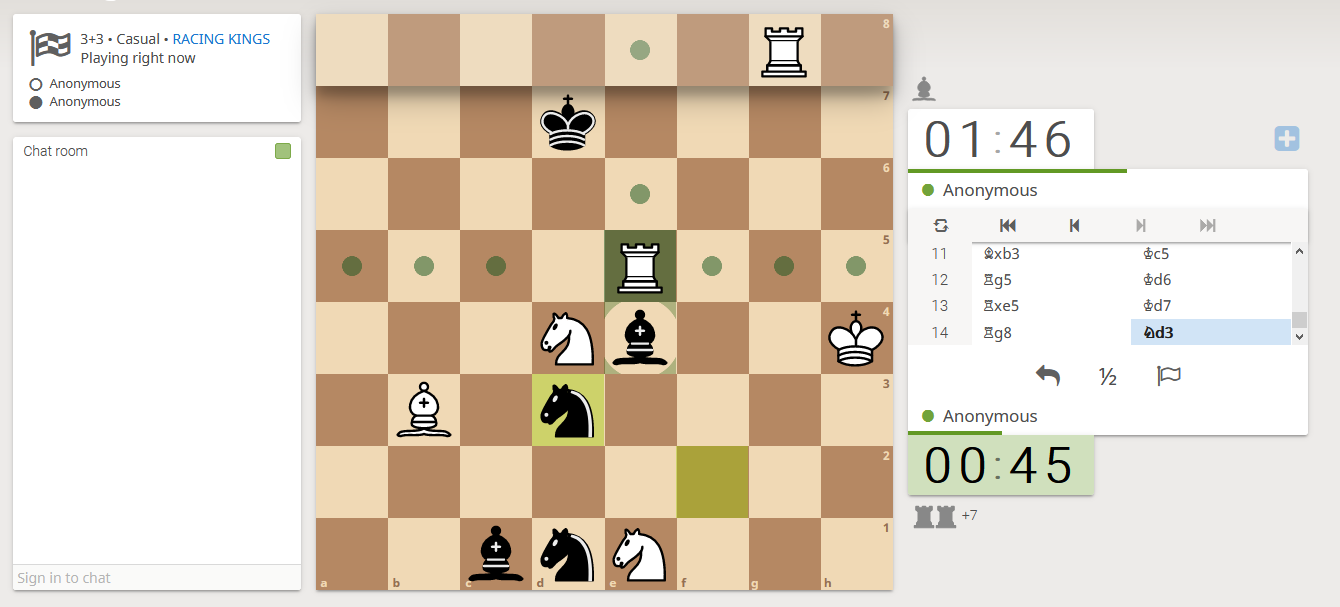
Игра «Гонка королей» на шахматном сайте Lichess

Гонка королей или королевская гонка (англ. racing kings) — вариант шахмат, придуманный Верноном Райландсом Партоном в 1961 году. Цель состоит в том, чтобы добраться своим королём до 8-й горизонтали.

## История
Гонка королей была придумана в 1961 году Верноном Райландсом Партоном и с тех пор получила значительное развитие с появлением онлайн-шахмат. В частности, в гонку королей можно поиграть на таких крупных шахматных сайтах как Lichess и Chess.com.
На Lichess каждый год проводится чемпионат мира по гонке королей (Racing Kings World Cup). Он уже 5 лет (2019-2024) организуется игроками.

## Правила
|   | a | b | c | d | e | f | g | h |   |
| - | --- | --- | --- | --- | --- | --- | --- | --- | - |
| 8 | a2 чёрный король · b2 чёрная ладья · c2 чёрный слон · d2 чёрный конь · e2 белый конь · f2 белый слон · g2 белая ладья · h2 белый король · a1 чёрный ферзь · b1 чёрная ладья · c1 чёрный слон · d1 чёрный конь · e1 белый конь · f1 белый слон · g1 белая ладья · h1 белый ферзь | a2 чёрный король · b2 чёрная ладья · c2 чёрный слон · d2 чёрный конь · e2 белый конь · f2 белый слон · g2 белая ладья · h2 белый король · a1 чёрный ферзь · b1 чёрная ладья · c1 чёрный слон · d1 чёрный конь · e1 белый конь · f1 белый слон · g1 белая ладья · h1 белый ферзь | a2 чёрный король · b2 чёрная ладья · c2 чёрный слон · d2 чёрный конь · e2 белый конь · f2 белый слон · g2 белая ладья · h2 белый король · a1 чёрный ферзь · b1 чёрная ладья · c1 чёрный слон · d1 чёрный конь · e1 белый конь · f1 белый слон · g1 белая ладья · h1 белый ферзь | a2 чёрный король · b2 чёрная ладья · c2 чёрный слон · d2 чёрный конь · e2 белый конь · f2 белый слон · g2 белая ладья · h2 белый король · a1 чёрный ферзь · b1 чёрная ладья · c1 чёрный слон · d1 чёрный конь · e1 белый конь · f1 белый слон · g1 белая ладья · h1 белый ферзь | a2 чёрный король · b2 чёрная ладья · c2 чёрный слон · d2 чёрный конь · e2 белый конь · f2 белый слон · g2 белая ладья · h2 белый король · a1 чёрный ферзь · b1 чёрная ладья · c1 чёрный слон · d1 чёрный конь · e1 белый конь · f1 белый слон · g1 белая ладья · h1 белый ферзь | a2 чёрный король · b2 чёрная ладья · c2 чёрный слон · d2 чёрный конь · e2 белый конь · f2 белый слон · g2 белая ладья · h2 белый король · a1 чёрный ферзь · b1 чёрная ладья · c1 чёрный слон · d1 чёрный конь · e1 белый конь · f1 белый слон · g1 белая ладья · h1 белый ферзь | a2 чёрный король · b2 чёрная ладья · c2 чёрный слон · d2 чёрный конь · e2 белый конь · f2 белый слон · g2 белая ладья · h2 белый король · a1 чёрный ферзь · b1 чёрная ладья · c1 чёрный слон · d1 чёрный конь · e1 белый конь · f1 белый слон · g1 белая ладья · h1 белый ферзь | a2 чёрный король · b2 чёрная ладья · c2 чёрный слон · d2 чёрный конь · e2 белый конь · f2 белый слон · g2 белая ладья · h2 белый король · a1 чёрный ферзь · b1 чёрная ладья · c1 чёрный слон · d1 чёрный конь · e1 белый конь · f1 белый слон · g1 белая ладья · h1 белый ферзь | 8 |
| 7 | a2 чёрный король · b2 чёрная ладья · c2 чёрный слон · d2 чёрный конь · e2 белый конь · f2 белый слон · g2 белая ладья · h2 белый король · a1 чёрный ферзь · b1 чёрная ладья · c1 чёрный слон · d1 чёрный конь · e1 белый конь · f1 белый слон · g1 белая ладья · h1 белый ферзь | a2 чёрный король · b2 чёрная ладья · c2 чёрный слон · d2 чёрный конь · e2 белый конь · f2 белый слон · g2 белая ладья · h2 белый король · a1 чёрный ферзь · b1 чёрная ладья · c1 чёрный слон · d1 чёрный конь · e1 белый конь · f1 белый слон · g1 белая ладья · h1 белый ферзь | a2 чёрный король · b2 чёрная ладья · c2 чёрный слон · d2 чёрный конь · e2 белый конь · f2 белый слон · g2 белая ладья · h2 белый король · a1 чёрный ферзь · b1 чёрная ладья · c1 чёрный слон · d1 чёрный конь · e1 белый конь · f1 белый слон · g1 белая ладья · h1 белый ферзь | a2 чёрный король · b2 чёрная ладья · c2 чёрный слон · d2 чёрный конь · e2 белый конь · f2 белый слон · g2 белая ладья · h2 белый король · a1 чёрный ферзь · b1 чёрная ладья · c1 чёрный слон · d1 чёрный конь · e1 белый конь · f1 белый слон · g1 белая ладья · h1 белый ферзь | a2 чёрный король · b2 чёрная ладья · c2 чёрный слон · d2 чёрный конь · e2 белый конь · f2 белый слон · g2 белая ладья · h2 белый король · a1 чёрный ферзь · b1 чёрная ладья · c1 чёрный слон · d1 чёрный конь · e1 белый конь · f1 белый слон · g1 белая ладья · h1 белый ферзь | a2 чёрный король · b2 чёрная ладья · c2 чёрный слон · d2 чёрный конь · e2 белый конь · f2 белый слон · g2 белая ладья · h2 белый король · a1 чёрный ферзь · b1 чёрная ладья · c1 чёрный слон · d1 чёрный конь · e1 белый конь · f1 белый слон · g1 белая ладья · h1 белый ферзь | a2 чёрный король · b2 чёрная ладья · c2 чёрный слон · d2 чёрный конь · e2 белый конь · f2 белый слон · g2 белая ладья · h2 белый король · a1 чёрный ферзь · b1 чёрная ладья · c1 чёрный слон · d1 чёрный конь · e1 белый конь · f1 белый слон · g1 белая ладья · h1 белый ферзь | a2 чёрный король · b2 чёрная ладья · c2 чёрный слон · d2 чёрный конь · e2 белый конь · f2 белый слон · g2 белая ладья · h2 белый король · a1 чёрный ферзь · b1 чёрная ладья · c1 чёрный слон · d1 чёрный конь · e1 белый конь · f1 белый слон · g1 белая ладья · h1 белый ферзь | 7 |
| 6 | a2 чёрный король · b2 чёрная ладья · c2 чёрный слон · d2 чёрный конь · e2 белый конь · f2 белый слон · g2 белая ладья · h2 белый король · a1 чёрный ферзь · b1 чёрная ладья · c1 чёрный слон · d1 чёрный конь · e1 белый конь · f1 белый слон · g1 белая ладья · h1 белый ферзь | a2 чёрный король · b2 чёрная ладья · c2 чёрный слон · d2 чёрный конь · e2 белый конь · f2 белый слон · g2 белая ладья · h2 белый король · a1 чёрный ферзь · b1 чёрная ладья · c1 чёрный слон · d1 чёрный конь · e1 белый конь · f1 белый слон · g1 белая ладья · h1 белый ферзь | a2 чёрный король · b2 чёрная ладья · c2 чёрный слон · d2 чёрный конь · e2 белый конь · f2 белый слон · g2 белая ладья · h2 белый король · a1 чёрный ферзь · b1 чёрная ладья · c1 чёрный слон · d1 чёрный конь · e1 белый конь · f1 белый слон · g1 белая ладья · h1 белый ферзь | a2 чёрный король · b2 чёрная ладья · c2 чёрный слон · d2 чёрный конь · e2 белый конь · f2 белый слон · g2 белая ладья · h2 белый король · a1 чёрный ферзь · b1 чёрная ладья · c1 чёрный слон · d1 чёрный конь · e1 белый конь · f1 белый слон · g1 белая ладья · h1 белый ферзь | a2 чёрный король · b2 чёрная ладья · c2 чёрный слон · d2 чёрный конь · e2 белый конь · f2 белый слон · g2 белая ладья · h2 белый король · a1 чёрный ферзь · b1 чёрная ладья · c1 чёрный слон · d1 чёрный конь · e1 белый конь · f1 белый слон · g1 белая ладья · h1 белый ферзь | a2 чёрный король · b2 чёрная ладья · c2 чёрный слон · d2 чёрный конь · e2 белый конь · f2 белый слон · g2 белая ладья · h2 белый король · a1 чёрный ферзь · b1 чёрная ладья · c1 чёрный слон · d1 чёрный конь · e1 белый конь · f1 белый слон · g1 белая ладья · h1 белый ферзь | a2 чёрный король · b2 чёрная ладья · c2 чёрный слон · d2 чёрный конь · e2 белый конь · f2 белый слон · g2 белая ладья · h2 белый король · a1 чёрный ферзь · b1 чёрная ладья · c1 чёрный слон · d1 чёрный конь · e1 белый конь · f1 белый слон · g1 белая ладья · h1 белый ферзь | a2 чёрный король · b2 чёрная ладья · c2 чёрный слон · d2 чёрный конь · e2 белый конь · f2 белый слон · g2 белая ладья · h2 белый король · a1 чёрный ферзь · b1 чёрная ладья · c1 чёрный слон · d1 чёрный конь · e1 белый конь · f1 белый слон · g1 белая ладья · h1 белый ферзь | 6 |
| 5 | a2 чёрный король · b2 чёрная ладья · c2 чёрный слон · d2 чёрный конь · e2 белый конь · f2 белый слон · g2 белая ладья · h2 белый король · a1 чёрный ферзь · b1 чёрная ладья · c1 чёрный слон · d1 чёрный конь · e1 белый конь · f1 белый слон · g1 белая ладья · h1 белый ферзь | a2 чёрный король · b2 чёрная ладья · c2 чёрный слон · d2 чёрный конь · e2 белый конь · f2 белый слон · g2 белая ладья · h2 белый король · a1 чёрный ферзь · b1 чёрная ладья · c1 чёрный слон · d1 чёрный конь · e1 белый конь · f1 белый слон · g1 белая ладья · h1 белый ферзь | a2 чёрный король · b2 чёрная ладья · c2 чёрный слон · d2 чёрный конь · e2 белый конь · f2 белый слон · g2 белая ладья · h2 белый король · a1 чёрный ферзь · b1 чёрная ладья · c1 чёрный слон · d1 чёрный конь · e1 белый конь · f1 белый слон · g1 белая ладья · h1 белый ферзь | a2 чёрный король · b2 чёрная ладья · c2 чёрный слон · d2 чёрный конь · e2 белый конь · f2 белый слон · g2 белая ладья · h2 белый король · a1 чёрный ферзь · b1 чёрная ладья · c1 чёрный слон · d1 чёрный конь · e1 белый конь · f1 белый слон · g1 белая ладья · h1 белый ферзь | a2 чёрный король · b2 чёрная ладья · c2 чёрный слон · d2 чёрный конь · e2 белый конь · f2 белый слон · g2 белая ладья · h2 белый король · a1 чёрный ферзь · b1 чёрная ладья · c1 чёрный слон · d1 чёрный конь · e1 белый конь · f1 белый слон · g1 белая ладья · h1 белый ферзь | a2 чёрный король · b2 чёрная ладья · c2 чёрный слон · d2 чёрный конь · e2 белый конь · f2 белый слон · g2 белая ладья · h2 белый король · a1 чёрный ферзь · b1 чёрная ладья · c1 чёрный слон · d1 чёрный конь · e1 белый конь · f1 белый слон · g1 белая ладья · h1 белый ферзь | a2 чёрный король · b2 чёрная ладья · c2 чёрный слон · d2 чёрный конь · e2 белый конь · f2 белый слон · g2 белая ладья · h2 белый король · a1 чёрный ферзь · b1 чёрная ладья · c1 чёрный слон · d1 чёрный конь · e1 белый конь · f1 белый слон · g1 белая ладья · h1 белый ферзь | a2 чёрный король · b2 чёрная ладья · c2 чёрный слон · d2 чёрный конь · e2 белый конь · f2 белый слон · g2 белая ладья · h2 белый король · a1 чёрный ферзь · b1 чёрная ладья · c1 чёрный слон · d1 чёрный конь · e1 белый конь · f1 белый слон · g1 белая ладья · h1 белый ферзь | 5 |
| 4 | a2 чёрный король · b2 чёрная ладья · c2 чёрный слон · d2 чёрный конь · e2 белый конь · f2 белый слон · g2 белая ладья · h2 белый король · a1 чёрный ферзь · b1 чёрная ладья · c1 чёрный слон · d1 чёрный конь · e1 белый конь · f1 белый слон · g1 белая ладья · h1 белый ферзь | a2 чёрный король · b2 чёрная ладья · c2 чёрный слон · d2 чёрный конь · e2 белый конь · f2 белый слон · g2 белая ладья · h2 белый король · a1 чёрный ферзь · b1 чёрная ладья · c1 чёрный слон · d1 чёрный конь · e1 белый конь · f1 белый слон · g1 белая ладья · h1 белый ферзь | a2 чёрный король · b2 чёрная ладья · c2 чёрный слон · d2 чёрный конь · e2 белый конь · f2 белый слон · g2 белая ладья · h2 белый король · a1 чёрный ферзь · b1 чёрная ладья · c1 чёрный слон · d1 чёрный конь · e1 белый конь · f1 белый слон · g1 белая ладья · h1 белый ферзь | a2 чёрный король · b2 чёрная ладья · c2 чёрный слон · d2 чёрный конь · e2 белый конь · f2 белый слон · g2 белая ладья · h2 белый король · a1 чёрный ферзь · b1 чёрная ладья · c1 чёрный слон · d1 чёрный конь · e1 белый конь · f1 белый слон · g1 белая ладья · h1 белый ферзь | a2 чёрный король · b2 чёрная ладья · c2 чёрный слон · d2 чёрный конь · e2 белый конь · f2 белый слон · g2 белая ладья · h2 белый король · a1 чёрный ферзь · b1 чёрная ладья · c1 чёрный слон · d1 чёрный конь · e1 белый конь · f1 белый слон · g1 белая ладья · h1 белый ферзь | a2 чёрный король · b2 чёрная ладья · c2 чёрный слон · d2 чёрный конь · e2 белый конь · f2 белый слон · g2 белая ладья · h2 белый король · a1 чёрный ферзь · b1 чёрная ладья · c1 чёрный слон · d1 чёрный конь · e1 белый конь · f1 белый слон · g1 белая ладья · h1 белый ферзь | a2 чёрный король · b2 чёрная ладья · c2 чёрный слон · d2 чёрный конь · e2 белый конь · f2 белый слон · g2 белая ладья · h2 белый король · a1 чёрный ферзь · b1 чёрная ладья · c1 чёрный слон · d1 чёрный конь · e1 белый конь · f1 белый слон · g1 белая ладья · h1 белый ферзь | a2 чёрный король · b2 чёрная ладья · c2 чёрный слон · d2 чёрный конь · e2 белый конь · f2 белый слон · g2 белая ладья · h2 белый король · a1 чёрный ферзь · b1 чёрная ладья · c1 чёрный слон · d1 чёрный конь · e1 белый конь · f1 белый слон · g1 белая ладья · h1 белый ферзь | 4 |
| 3 | a2 чёрный король · b2 чёрная ладья · c2 чёрный слон · d2 чёрный конь · e2 белый конь · f2 белый слон · g2 белая ладья · h2 белый король · a1 чёрный ферзь · b1 чёрная ладья · c1 чёрный слон · d1 чёрный конь · e1 белый конь · f1 белый слон · g1 белая ладья · h1 белый ферзь | a2 чёрный король · b2 чёрная ладья · c2 чёрный слон · d2 чёрный конь · e2 белый конь · f2 белый слон · g2 белая ладья · h2 белый король · a1 чёрный ферзь · b1 чёрная ладья · c1 чёрный слон · d1 чёрный конь · e1 белый конь · f1 белый слон · g1 белая ладья · h1 белый ферзь | a2 чёрный король · b2 чёрная ладья · c2 чёрный слон · d2 чёрный конь · e2 белый конь · f2 белый слон · g2 белая ладья · h2 белый король · a1 чёрный ферзь · b1 чёрная ладья · c1 чёрный слон · d1 чёрный конь · e1 белый конь · f1 белый слон · g1 белая ладья · h1 белый ферзь | a2 чёрный король · b2 чёрная ладья · c2 чёрный слон · d2 чёрный конь · e2 белый конь · f2 белый слон · g2 белая ладья · h2 белый король · a1 чёрный ферзь · b1 чёрная ладья · c1 чёрный слон · d1 чёрный конь · e1 белый конь · f1 белый слон · g1 белая ладья · h1 белый ферзь | a2 чёрный король · b2 чёрная ладья · c2 чёрный слон · d2 чёрный конь · e2 белый конь · f2 белый слон · g2 белая ладья · h2 белый король · a1 чёрный ферзь · b1 чёрная ладья · c1 чёрный слон · d1 чёрный конь · e1 белый конь · f1 белый слон · g1 белая ладья · h1 белый ферзь | a2 чёрный король · b2 чёрная ладья · c2 чёрный слон · d2 чёрный конь · e2 белый конь · f2 белый слон · g2 белая ладья · h2 белый король · a1 чёрный ферзь · b1 чёрная ладья · c1 чёрный слон · d1 чёрный конь · e1 белый конь · f1 белый слон · g1 белая ладья · h1 белый ферзь | a2 чёрный король · b2 чёрная ладья · c2 чёрный слон · d2 чёрный конь · e2 белый конь · f2 белый слон · g2 белая ладья · h2 белый король · a1 чёрный ферзь · b1 чёрная ладья · c1 чёрный слон · d1 чёрный конь · e1 белый конь · f1 белый слон · g1 белая ладья · h1 белый ферзь | a2 чёрный король · b2 чёрная ладья · c2 чёрный слон · d2 чёрный конь · e2 белый конь · f2 белый слон · g2 белая ладья · h2 белый король · a1 чёрный ферзь · b1 чёрная ладья · c1 чёрный слон · d1 чёрный конь · e1 белый конь · f1 белый слон · g1 белая ладья · h1 белый ферзь | 3 |
| 2 | a2 чёрный король · b2 чёрная ладья · c2 чёрный слон · d2 чёрный конь · e2 белый конь · f2 белый слон · g2 белая ладья · h2 белый король · a1 чёрный ферзь · b1 чёрная ладья · c1 чёрный слон · d1 чёрный конь · e1 белый конь · f1 белый слон · g1 белая ладья · h1 белый ферзь | a2 чёрный король · b2 чёрная ладья · c2 чёрный слон · d2 чёрный конь · e2 белый конь · f2 белый слон · g2 белая ладья · h2 белый король · a1 чёрный ферзь · b1 чёрная ладья · c1 чёрный слон · d1 чёрный конь · e1 белый конь · f1 белый слон · g1 белая ладья · h1 белый ферзь | a2 чёрный король · b2 чёрная ладья · c2 чёрный слон · d2 чёрный конь · e2 белый конь · f2 белый слон · g2 белая ладья · h2 белый король · a1 чёрный ферзь · b1 чёрная ладья · c1 чёрный слон · d1 чёрный конь · e1 белый конь · f1 белый слон · g1 белая ладья · h1 белый ферзь | a2 чёрный король · b2 чёрная ладья · c2 чёрный слон · d2 чёрный конь · e2 белый конь · f2 белый слон · g2 белая ладья · h2 белый король · a1 чёрный ферзь · b1 чёрная ладья · c1 чёрный слон · d1 чёрный конь · e1 белый конь · f1 белый слон · g1 белая ладья · h1 белый ферзь | a2 чёрный король · b2 чёрная ладья · c2 чёрный слон · d2 чёрный конь · e2 белый конь · f2 белый слон · g2 белая ладья · h2 белый король · a1 чёрный ферзь · b1 чёрная ладья · c1 чёрный слон · d1 чёрный конь · e1 белый конь · f1 белый слон · g1 белая ладья · h1 белый ферзь | a2 чёрный король · b2 чёрная ладья · c2 чёрный слон · d2 чёрный конь · e2 белый конь · f2 белый слон · g2 белая ладья · h2 белый король · a1 чёрный ферзь · b1 чёрная ладья · c1 чёрный слон · d1 чёрный конь · e1 белый конь · f1 белый слон · g1 белая ладья · h1 белый ферзь | a2 чёрный король · b2 чёрная ладья · c2 чёрный слон · d2 чёрный конь · e2 белый конь · f2 белый слон · g2 белая ладья · h2 белый король · a1 чёрный ферзь · b1 чёрная ладья · c1 чёрный слон · d1 чёрный конь · e1 белый конь · f1 белый слон · g1 белая ладья · h1 белый ферзь | a2 чёрный король · b2 чёрная ладья · c2 чёрный слон · d2 чёрный конь · e2 белый конь · f2 белый слон · g2 белая ладья · h2 белый король · a1 чёрный ферзь · b1 чёрная ладья · c1 чёрный слон · d1 чёрный конь · e1 белый конь · f1 белый слон · g1 белая ладья · h1 белый ферзь | 2 |
| 1 | a2 чёрный король · b2 чёрная ладья · c2 чёрный слон · d2 чёрный конь · e2 белый конь · f2 белый слон · g2 белая ладья · h2 белый король · a1 чёрный ферзь · b1 чёрная ладья · c1 чёрный слон · d1 чёрный конь · e1 белый конь · f1 белый слон · g1 белая ладья · h1 белый ферзь | a2 чёрный король · b2 чёрная ладья · c2 чёрный слон · d2 чёрный конь · e2 белый конь · f2 белый слон · g2 белая ладья · h2 белый король · a1 чёрный ферзь · b1 чёрная ладья · c1 чёрный слон · d1 чёрный конь · e1 белый конь · f1 белый слон · g1 белая ладья · h1 белый ферзь | a2 чёрный король · b2 чёрная ладья · c2 чёрный слон · d2 чёрный конь · e2 белый конь · f2 белый слон · g2 белая ладья · h2 белый король · a1 чёрный ферзь · b1 чёрная ладья · c1 чёрный слон · d1 чёрный конь · e1 белый конь · f1 белый слон · g1 белая ладья · h1 белый ферзь | a2 чёрный король · b2 чёрная ладья · c2 чёрный слон · d2 чёрный конь · e2 белый конь · f2 белый слон · g2 белая ладья · h2 белый король · a1 чёрный ферзь · b1 чёрная ладья · c1 чёрный слон · d1 чёрный конь · e1 белый конь · f1 белый слон · g1 белая ладья · h1 белый ферзь | a2 чёрный король · b2 чёрная ладья · c2 чёрный слон · d2 чёрный конь · e2 белый конь · f2 белый слон · g2 белая ладья · h2 белый король · a1 чёрный ферзь · b1 чёрная ладья · c1 чёрный слон · d1 чёрный конь · e1 белый конь · f1 белый слон · g1 белая ладья · h1 белый ферзь | a2 чёрный король · b2 чёрная ладья · c2 чёрный слон · d2 чёрный конь · e2 белый конь · f2 белый слон · g2 белая ладья · h2 белый король · a1 чёрный ферзь · b1 чёрная ладья · c1 чёрный слон · d1 чёрный конь · e1 белый конь · f1 белый слон · g1 белая ладья · h1 белый ферзь | a2 чёрный король · b2 чёрная ладья · c2 чёрный слон · d2 чёрный конь · e2 белый конь · f2 белый слон · g2 белая ладья · h2 белый король · a1 чёрный ферзь · b1 чёрная ладья · c1 чёрный слон · d1 чёрный конь · e1 белый конь · f1 белый слон · g1 белая ладья · h1 белый ферзь | a2 чёрный король · b2 чёрная ладья · c2 чёрный слон · d2 чёрный конь · e2 белый конь · f2 белый слон · g2 белая ладья · h2 белый король · a1 чёрный ферзь · b1 чёрная ладья · c1 чёрный слон · d1 чёрный конь · e1 белый конь · f1 белый слон · g1 белая ладья · h1 белый ферзь | 1 |
|   | a | b | c | d | e | f | g | h |   |

|        | Фигуры | Поля    |
| ------ | ------ | ------- |
| Белые  | Король | h2      |
| Белые  | Ферзь  | h1      |
| Белые  | Ладьи  | g1 и g2 |
| Белые  | Слоны  | f1 и f2 |
| Белые  | Кони   | e1 и e2 |
| Черные | Король | a2      |
| Черные | Ферзь  | a1      |
| Черные | Ладьи  | b1 и b2 |
| Черные | Слоны  | c1 и c2 |
| Черные | Кони   | d1 и d2 |

Цель состоит в том, чтобы дойти королём до 8-й горизонтали. Первый игрок, который доберется туда, выигрывает игру. Однако, если белый король становится первым на 8-ю горизонталь, а черный король достигает ее следующим ходом, игра завершается вничью.
Правила перемещения и взятия фигур такие же, как в обычной шахматной игре.
Королю противника нельзя поставить шах (нельзя поставить под удар своего короля или короля противника), поэтому мат невозможен, но правило пата сохраняется.